# Hippokamp (księżyc)
Hippokamp (S/2004 N 1, Neptun XIV) – najmniejszy znany księżyc Neptuna. Został odkryty przez Marka Showaltera i jego współpracowników 1 lipca 2013 roku na podstawie analizy archiwalnych zdjęć wykonanych za pomocą Kosmicznego Teleskopu Hubble’a w latach 2004–2009.
Hippokamp krąży wokół Neptuna w odległości ok. 105 tys. km. Jedno okrążenie zajmuje mu ok. 22,5 godziny.
Księżyc ten jest prawdopodobnie fragmentem większego księżyca Proteusza, który został oderwany wskutek zderzenia z kometą lub innym obiektem miliardy lat temu.
Nazwa księżyca pochodzi od stworzeń z mitologii greckiej i rzymskiej – hippokampy to pół-konie, pół-ryby, które ciągnęły rydwan Neptuna.